# 9319 Hartzell
9319 Hartzell è un asteroide della fascia principale. Scoperto nel 1988, presenta un'orbita caratterizzata da un semiasse maggiore pari a 2,2465861 UA e da un'eccentricità di 0,1537810, inclinata di 2,93788° rispetto all'eclittica.